# Policleto
Policleto (en griego: Πολύκλειτος, Polýcleitos), llamado «el Viejo» cuando hay que diferenciarlo de Policleto el Joven, fue un escultor griego del siglo V a. C.
Junto con los famosos Fidias, Mirón y Cresilas, es considerado uno de los más importantes escultores de la antigüedad clásica. Policleto fue famoso sobre todo por sus estatuas de dioses y atletas realizadas en bronce, aparte de la enorme estatua de la diosa Hera, erigida en el Hereo de Argos. Una de sus esculturas más destacadas es el Doríforo.

## Estilo yCanon
Policleto nació en Argos o Sición. Tuvo por maestro a Agéladas de Argos. Aunque ninguna de sus obras originales sobrevive, las fuentes literarias que identifican copias en mármol romanas de su obra permiten reconstruir cómo eran.
Un elemento esencial de su estilo es el uso de una postura dinámica y equilibrada conocida como contrapposto, generada a través de la inclinación de los hombros y la parte superior del torso de manera que los ejes de los hombros y las caderas no sean paralelos. Esto provoca que el peso del cuerpo se apoye sobre una única pierna mientras la otra queda relajada.
Escribió un tratado teórico, llamado Canon, del que solo se han conservado breves fragmentos. Pese a que se desconoce gran parte de su contenido, los pasajes conservados permiten creer que en el mencionado tratado daba una definición de belleza, y la relacionaba con exactitud y proporción. Se ha deducido que esta proporción se lograba a través del uso de una serie de razones aritméticas que relacionaban armónicamente unas partes de la obra con otras, y cada una de ellas con el conjunto total, lo que se conoce con el concepto de symmetría. 
Junto al tratado, también formaba parte del Canon de Policleto una de sus esculturas: el Doríforo. El refinado detalle de los modelos de Policleto para fundición, realizados en arcilla, es revelado en una famosa cita repetida en las Moralia de Plutarco: «La obra es más difícil cuando la arcilla está bajo la uña».
A causa de la ausencia de datos concretos en las fuentes antiguas sobre la teoría que se desarrollaba en el Canon, se han estudiado las copias romanas existentes del Doríforo, pero no existe seguridad de que esas copias romanas se hayan realizado respetando la misma escala que tenía el original.
Policleto y Fidias fueron la primera generación de escultores griegos que tuvieron una escuela de seguidores. La escuela de Policleto duró al menos tres generaciones, pero parece haber estado activa, sobre todo, a finales de los años 300 y comienzos del 200 a. C. Los escritores romanos Plinio y Pausanias dieron los nombres de alrededor de veinte escultores de la escuela de Policleto. Escopas y Lisipo son los sucesores más conocidos de Policleto.
Otro escultor de su mismo nombre, con el que quizá tuviera alguna relación de parentesco, se denomina Policleto el Joven y trabajó a fines del siglo V a. C. o principios del siglo IV a. C. Aunque era un escultor de atletas, su mayor fama la ganó como arquitecto. Diseñó el gran Teatro de Epidauro.

## Obras
En la Antigüedad se atribuyó a Policleto numerosas obras, aunque algunas de ellas podrían haber sido realizadas por Policleto el Joven. En todo caso, las obras originales de Policleto no se han conservado, aunque algunas de ellas se han relacionado con copias de época romana. Por otra parte, en Olimpia se conservan pedestales con su nombre.

### Doríforo
Su obra más célebre es un famoso desnudo masculino en bronce, conocido como el Doríforo o portador de una lanza, que fue realizado en torno a 450-440 a. C. y sobrevive en forma de numerosas copias romanas. Se trata de la escultura a la que, según la interpretación tradicional, se conoció como el «canon» de Policleto.

### Diadúmeno
Se cree que el Diadúmeno fue realizado por Policleto en algún momento de la década del 440-430 a. C. Según Plinio, representaba a un atleta poniéndose la diadema del triunfo, pero algunos historiadores modernos creen que en realidad se trataba de una representación del dios Apolo.

### Hera de Argos
Hacia el año 423 a. C., hizo una colosal estatua de la diosa Hera, para sustituir una antigua imagen de la diosa en el Hereo de Argos. Era una estatua criselefantina que representaba a la diosa sentada en un trono, con una corona sobre la que estaban las Horas y las Cárites. En una mano tenía una granada y en la otra un cetro, sobre el que había representado un cuco.

### Otras obras
Otras esculturas que se le atribuyen son:
- El Discóforo (que no hay que confundir con el Discóbolo de Mirón).
- Un Hermes, en Lisimaquia.[2]
- El Astragalizontes («Chicos jugando a las tabas»), que fue elogiado por el emperador Tito y colocado en un lugar de honor en su atrio.[2]
- Una amazona para Éfeso en un concurso donde participaron también Fidias, Fradmon, Cidón y Cresilas. La de Policleto fue considerada superior a las demás.[12]
- Apolo, Leto y Artemis, en mármol, para el templo de Artemisa Ortia de Argólide.[13]
- Zeus Meiliquio, sentado, en mármol, ubicado en Argos.[14]
- Hécate, en bronce, en Argos.[15]
- Zeus Filio, en Megalópolis.[16]
- Estatua de Antípater de Mileto, en Olimpia, que venció en el pugilato infantil.[17]
- Estatua de Cinisco de Mantinea, en Olimpia, otro púgil.[18] Esta estatua se ha relacionado con el llamado «Atleta de Westmacott», un tipo de estatua conocido por varias copias de época romana, puesto que las huellas parecen encajar con el pedestal que tenía esta estatua en Olimpia.[19]
- Estatua de Pitocles de Elis, en Olimpia, vencedor del pentatlón.[20]
- Estatua de Xenocles de Ménalo, en Olimpia, vencedor de la lucha infantil.[21]
- Estatua de Tersíloco de Corfú, en Olimpia, vencedor del pugilato adulto.
- Estatua de Aristión de Epidauro, en Olimpia, vencedor del pugilato infantil.[22]
- Heracles, en Roma.[2]
- Estatua de un hombre frotándose la piel.[2]
- Estatua de un hombre desnudo.[2][nota 1]
- Estatua de Artemón Periforeto.[2]
- Unas canéforas, en Mesina.[23]

## Galería

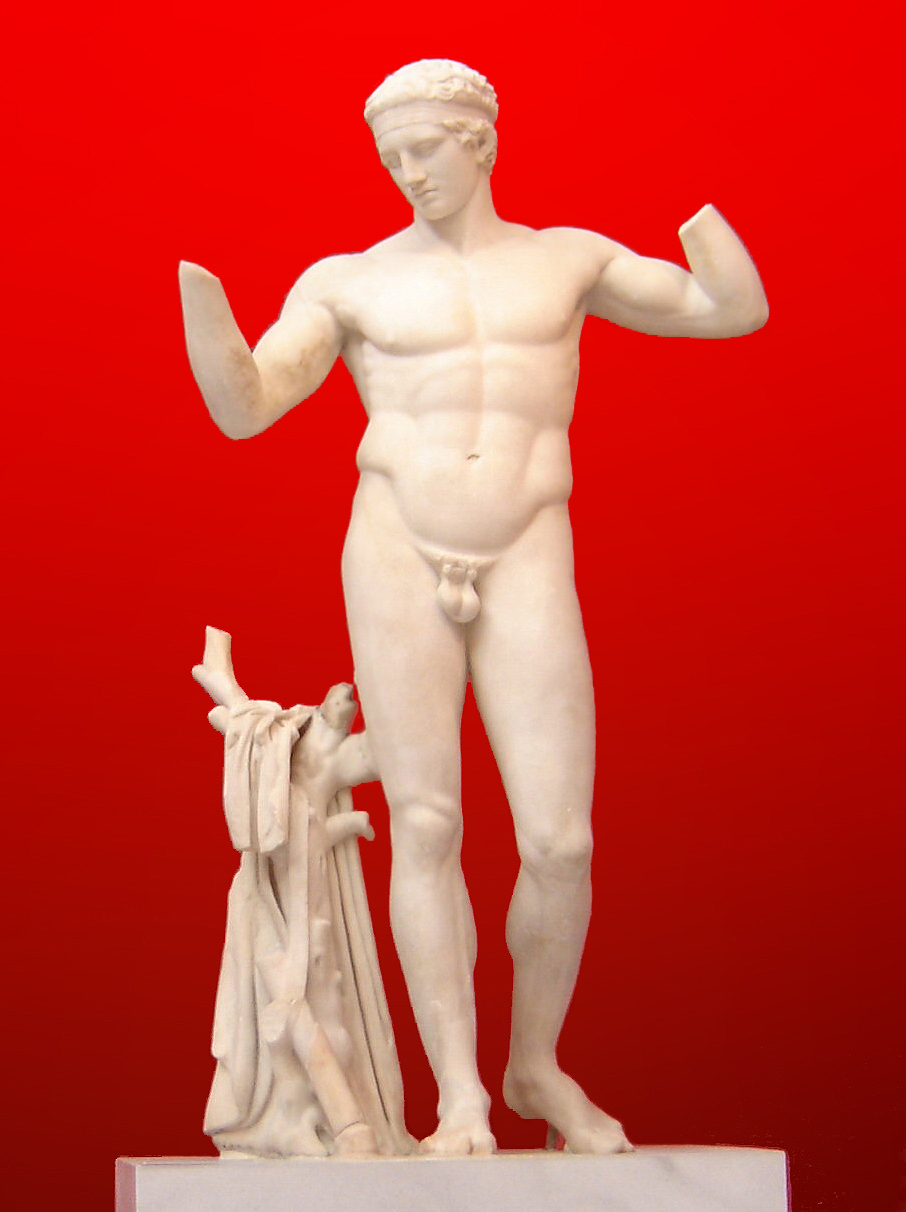
Un Diadumeno policletiano en una copia de mármol romana (Museo Arqueológico Nacional de Atenas).
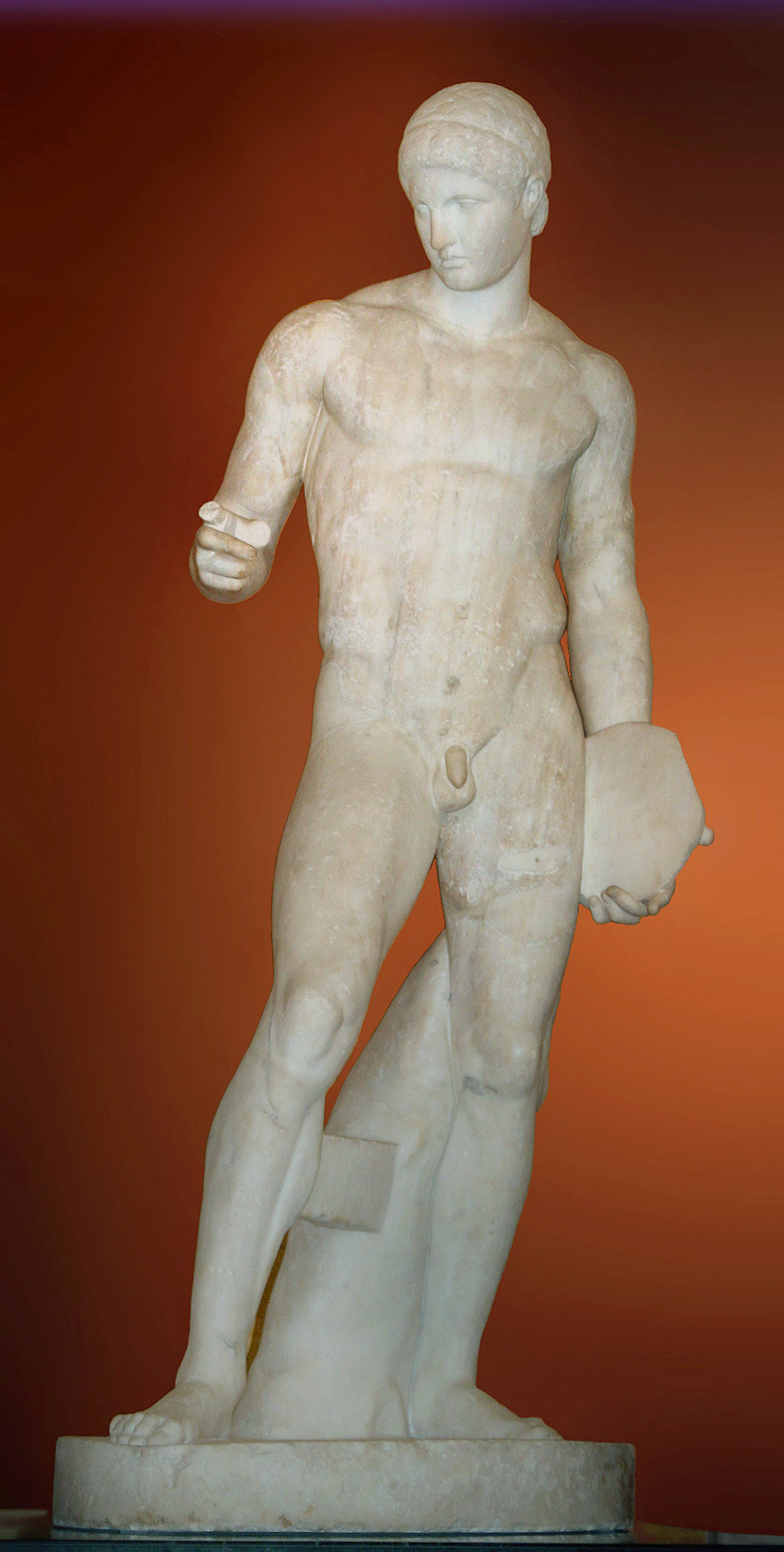
Discóforo. (Museo Británico).
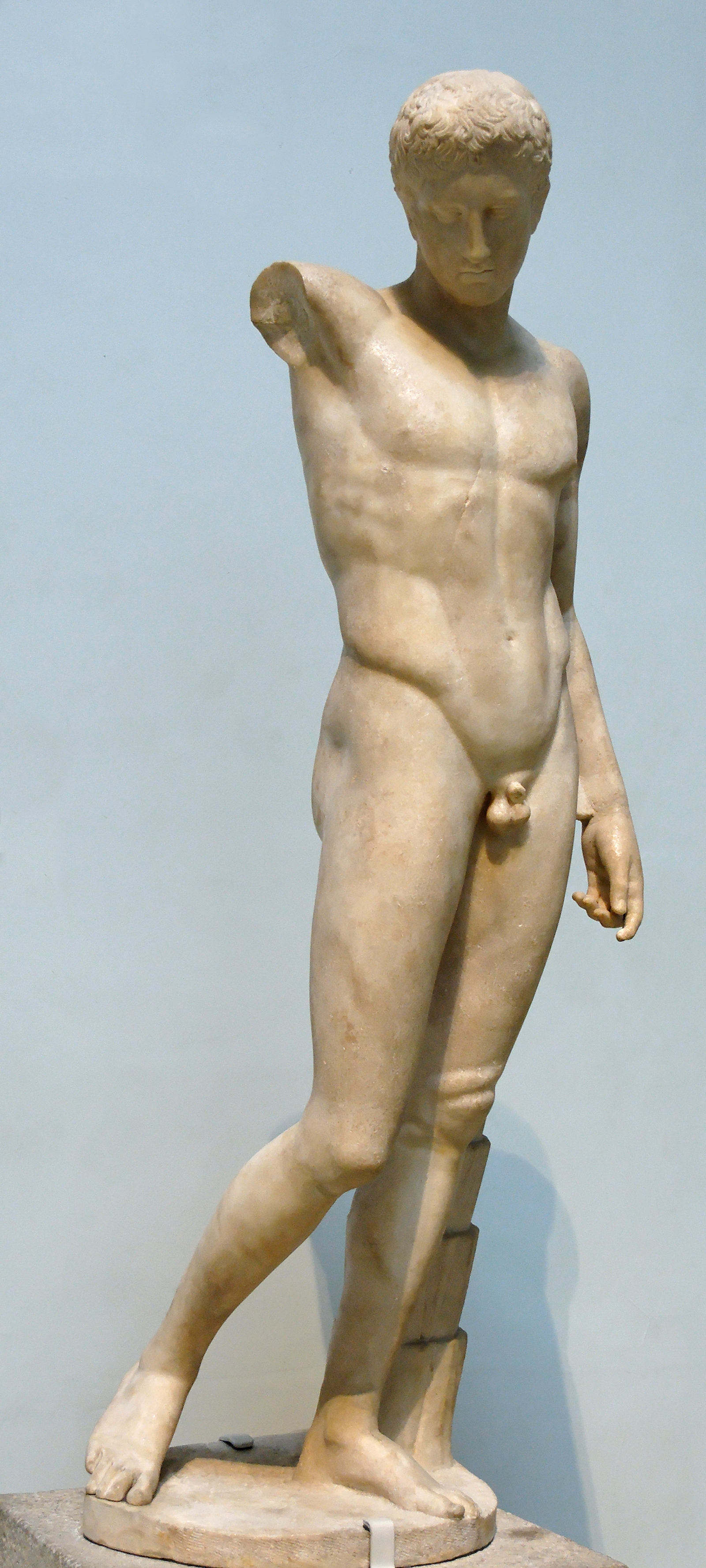
Efebo Westmacott, posible copia de la estatua de Cinisco de Mantinea.